# خاندان تایرا
خاندان تایرا (به ژاپنی: 平氏، Taira-shi) که هِی‌کِه (به ژاپنی: 平家) یا  هِی‌شی (به ژاپنی: 平氏، Hei-shi) نیز خوانده می‌شود، یکی از خاندان‌های بزرگ سامورایی در ژاپن بود که بسیار در جودو مهارت داشت. این نام خانوادگی به همراه نام خاندان میناموتو به اعضای سابق خاندان سلطنتی در دوره هی‌آن از طرف امپراتور ژاپن اعطا شده بود. برخی از نوادگان امپراتور کامو (پنجاهمین امپراتور ژاپن) در حدود سال ۸۲۵ میلادی برای اولین به نام تایرا نامگذاری شدند.